# António Nogueira (football, 1951)
Pour les articles homonymes, voir António Nogueira.
António Nogueira, de son nom complet António Manuel da Costa Nogueira est un joueur et entraîneur portugais de football né le 10 juillet 1951 à Lisbonne. Il évoluait au poste de milieu.

## Biographie

### En club
Né à Lisbonne, il est formé dans le club de l'Atlético Portugal,,.
Lors de la saison 1975-1976, il joue au Sporting Braga,,. 
En 1976, il est transféré au Boavista FC. Avec le club de la ville de Porto, il remporte la Coupe du Portugal en 1979,,. 
Entre 1979 et 1981, il évolue au CF Belenenses,,. 
En 1981, il signe au Sporting Portugal. Il réalise notamment le doublé Coupe-Champion du Portugal 1981-1982,,.
Il est transféré en 1983 au RD Águeda. Le club est relégué en deuxième division portugaise pour sa première saison. Il joue trois autres saisons avec le club dont la saison 1986-1987 en tant qu'entraîneur-joueur,,.
Il évolue également en 1987 à l'União Almeirim pour une dernière saison là aussi en tant qu'entraîneur joueur,,.
Il dispute au total 275 matchs pour 23 buts marqués en première division portugaise,. En compétitions européennes, il dispute 6 matchs en Coupe des clubs champions, 4 matchs en Coupe des vainqueurs de coupe et 2 matchs en Coupe UEFA.

### En équipe nationale
International portugais, il reçoit une sélection en équipe du Portugal. Le 20 juin 1981, il marque un but dans un amical contre l'Espagne (victoire 2-0 à Porto).

## Palmarès
Avec le Sporting Portugal :
- Champion du Portugal en 1982
- Vainqueur de la Coupe du Portugal en 1982

Avec le Boavista FC :
- Vainqueur de la Coupe du Portugal en 1979